# Сайтама (персонаж)
Сайтама (яп. サイタマ, Saitama) — головний персонаж манґи та аніме One-Punch Man і найсильніший із сучасних героїв. Живе в покинутому місті Z.

## Зовнішність
Міцний, сильний і здоровий юнак середнього зросту. Лисий. Раніше, за три роки до основного сюжету манги, був коротко підстриженим брюнетом. Причина облисіння за словами Сайтами — надмірні фізичні навантаження під час тренувань. Має темно-карі очі. Костюм героя — світло-жовтий комбінезон з коротким замком на грудях, білий плащ, що кріпиться на плечах двома великими, округлими, чорними кнопками. Сайтама носить яскраво-червоні рукавички і чоботи, широкий поясний ремінь із монолітною пряжкою.

## Характер
Як на супергероя Сайтама має спокійний характер. Через те, що навіть наймогутніші противники падають після першого ж його удару, до роботи ставиться легковажно. Постійно шукає гідного опонента, щоб хоч якось розвіяти нудьгу. Проте, як герой, не ігнорує дрібних злочинців, підкріплюючи свої дії такою фразою: «Якщо герої тікають і ховаються, то хто ж тоді буде битися?!», — це вказує на те, що він абсолютно не розуміє "систему позначення рівнів небезпеки ".
Завдяки убивчої комбінації непримітної зовнішності, байдужого ставлення, незламної сили і «не ефектних» появ, битви Сайтами зазвичай хиляться до розчарувань. Як правило, він дає противникам можливість пафосно продемоснтрувати власну силу, великі плани з захоплення світу та його нікчемність, а потім раптово вкладає їх на землю з одного-єдиного удару.
Кумедний факт: Сайтама постійно забуває імена й обличчя тих, кого раніше вже зустрічав, що яскраво виражається на прикладі Соніка й Тигра в Майці.

## Історія
Мало що відомо про минуле Сайтами, крім того, що він живе один у власній квартирі. За словами Сайтами, ще в дитинстві, він проводив багато часу за переглядом супергеройських шоу, і мріяв, що коли-небудь зможе стати таким же героєм як і вони.

### Рік в середній школі
У другій шкільний день його першого року в середній школі, Сайтама читає підручник здоров'я і фізкультури, але не чув від інших студентів про те, що трапилося з першокурсником, який назвав себе «Безліцензійний їздець», адже вчора його двоє третьокурсників хуліганів гарненько побили.
Після школи, в дощовий день, о четвертій годині, Сайтама дивиться новини про постійні інциденти з монстром в місті Z, новини, які відбулися дев'ять місяців тому. Сайтама задрімав і забув зробити його домашню роботу. Як результат, він був викликаний класним керівником в кімнату вчителя, незважаючи на припущення, що він зміг би зробити два денних домашніх завдання за цю ніч.
Входячи в кімнату вчителя, він зауважує тих же самих вчорашніх третьокурсників хуліганів і вони погрожують Сайтамі вкрасти його гаманець, але Сайтама сказав їм, що у нього його немає і готовий битися із ними. Звичайно, Сайтама все ще занадто слабкий, щоб захищати самого себе від хуліганів і його 200 ієн будуть вкрадені ними. Коротко після того, як Піггі Бенкон б'ється з хуліганами і забирає в них вкрадені гроші Сайтами, але Сайтама незабаром дізнається, що причина одного хулігана загрожувати першокурсникам — вкрасти їхні гроші і годувати свого молодшого брата. Сайтама біжить в гонитві за свинею монстром, щоб отримати свої гроші назад, але через його нестачу сили не зміг отримати свої 200 ієн назад. Пізніше, монстр був знищений поліцією і спеціальним відділом сил. Сайтама вирішує повернутися в школу і побачити його класного керівника.
Сайтама був облаяний своїм викладачем, намагаючись розповісти, що трапилося з ним перед приходом в учительську, хоча сам учитель думає, що Сайтама бреше. Йдучи додому, Сайтама дуже розчаровується в собі за свою слабкість і багаторазові програші, і починає думати про себе і своє майбутнє.

### Перший порив супергеройства
Понад три роки тому, до основної лінії сюжету, Сайтама був звичайним офісним планктоном, який постійно влаштовувався на роботу, але отримував відмову. Одного разу, після чергової співбесіди, Сайтама повертався однією з вулиць додому, але дорогою почув людські крики про те, що попереду небезпека і щоб всі рятувались, проте він йде далі і зустрічає величезного Краба-монстра, який дивується і питає, чому Сайтама не тікає, як всі інші, при цьому сам же дає собі відповідь, судячи з зовнішності молодого чоловіка, він припустив, що Сайтама тільки влаштувався на роботу, а після пояснює йому, ким він є: справа в тому, що цей Крабінатор в своєму житті з'їв так багато крабів, що раптово зазнав трансформацію і став таким, а після вирішує, що Сайтама даремно захотів померти, ставлячи йому лише два запитання: так чи ні? На що Сайтама спокійно відповідає, що у нього сьогодні вранці була чергова співбесіда але йому відмовили, а далі ж він каже, що для нього в даний час ніщо не має значення і у нього немає бажання тікати тільки тому, що якийсь великий Крабінатор з'явився перед ним, а слідом ставить запитання: що трапиться, якщо він не втече? У відповідь Крабінатор просто обходить хлопця стороною, кажучи, що у Сайтами такі ж безнадійні очі, як і у нього самого і що він, як приятелеві з безнадійними очима, дозволить на цей раз піти, а так же пояснюючи цей несподіваний вчинок тим, що він шукає зовсім іншу жертву, яка намалювала йому соски маркером в парку, поки сам Крабінатор спав, а після зникає.
Через деякий час Сайтама зустрічає граючого з м'ячем хлопчика, який зауважує дивний погляд чоловіка і запитує, що не так, на що Сайтама знерухомленно в голові думає, що цей хлопець приречений, він згадує слова Крабінатора, де той погрожував розрізати шкідника на дрібні шматочки. Крабінатор шукав хлопчика з ямкою на підборідді, саме того, кого зустрів Сайтама. Майбутній герой запитує, чи не робив хлопчик нічого поганого крабовому монстру, на що хлопець відповідає, що намалював йому соски фломастером, і припущення Сайтами автоматично стають правдою, він деякий час роздумує над майбутнім хлопчика, але все ж згадує, що в даний момент для нього ніщо не має значення, як несподівано ззаду нього з'являється сам Крабінатор з криком про те, що хлопчик знайшовся, а після різко завдає по тому удар, але Сайтама несподівано рятує його, після він наказує хлопчикові забиратися з місця події, якщо тому життя дороге, але хлопчика хвилює тільки м'яч, який залишився на тому місці, де раніше був нанесений удар крабовим монстром. Сайтама дивується з того, що хлопчикові в даному випадку потрібен тільки м'ячик, але його перериває сам Крабінатор, який вирішує вбити і Сайтаму, якщо той не піде саме зараз. Крабінатор в повній люті показує свої груди, де чітко видно намальовані соски; він злиться і каже, що ніякої пощади не буде, тому що він навіть своїми клешнями не може стерти ці намальовані соски, на що Сайтама лише починає сміятися, а сам Крабінатор в подиві запитує, чому він сміється, на що Сайтама відповідає, що Крабінатор так схожий на лиходія зі старого аніме, що він дивився в дитинстві, але як тільки він це промовляє, краб завдає удар по хлопцю, і той відлітає на кілька метрів назад, а після направляється до хлопчика, але отримує каменем по голові, який кинув сам Сайтама. Сайтама згадує ім'я того лиходія, називаючи Крабінатора морської фігурою замри, він говорить, що не може просто так сидіти і дивитися, як убивають дитину під час демографічного спаду в країні. Він так само згадує, що в дитинстві завжди мріяв стати супергероєм і що він ніколи не хотів бути офісним працівником, знімаючи при цьому свою краватку і кофту, він говорить наступне: "Я хотів стати супергероєм, що перемагає таких штампованих лиходіїв, як ти … Одним ударом ". Він з лютим криком говорить, що закінчив пошук роботи і сам відволікає краба на себе, Крабінатор лише б'є Сайтаму кілька разів, кажучи, що він не герой, а лише смішить його і що у нього немає шансів проти нього, однак варто Крабінатору тільки розслабитися, як Сайтама хапає того за око і вириває його, тим самим перемагаючи крабового монстра.
Після цієї сутички Сайтама вирішує стати могутнім супергероєм, він починає щоденний графік навчання, який складався зі 100 віджимань, 100 разів на прес, 100 присідань і 10 км бігу кожен день. Він так само їв три рази в день, але тільки банани в якості сніданку, а також не використовував кондиціонер, щоб зміцнити свій моральний опір. Ці щоденні заходи були дуже жорстокими і викликали у нього нестерпні болі, такі як м'язові болі та внутрішні кровотечі. Однак Сайтама не здавався і продовжував тренування день за днем, щоб стати супергероєм.

### Атака Втілення шнурка від люстри
На трьохсотий день тренувань його тіло вже відчувало ефект від надлишку тренувань. Але все одно, Сайтама показав ознаки розвитку, такі як руйнування машини після порятунку хлопчика від нещасного випадку. В цей час Втілення шнурка від люстри нищило вулиці, шукаючи рівного собі опонента. Воно трощить машини і будівлі, продовжуючи пошуки. Щоб перевірити «плоди» своєї праці, Сайтама приймає виклик від монстра, але був відправлений у політ після першого удару. Наповнений рішучістю подолати свій ліміт, монстр знову б'є Сайтаму, нокаутувавши його та вибивши хворий зуб. Однак Сайтама швидко піднявся, ніби не поранений. І тоді він знищив монстра одним ударом. Це і був момент, коли Сайтама подолав свій ліміт.

## Здібності
Сайтама носить титул «One Punch Man», який іменує його як найсильнішого героя даної серії. Не знайшлося ще жодного ворога, який зміг би серйозно поранити Сайтаму, або, у крайньому випадку, пережити хоча б один з його ударів (хоча, існує версія, що Борос єдиний, хто не помер з одного удару). Він настільки сильний, що за здібностями перевершує навіть штучних істот, розроблених спеціально для сутичок з надлюдьми (найяскравіший тому приклад — Генос). Найімовірніше, що ліміт його сили куди вище, ніж демонструвалося досі. Проте його можливості обмежені позамежним розвитком ресурсів людського тіла (наприклад, він не вміє літати, стріляти вогняними кулями і т. ін.).

### Фізичні здібності
Суперсила — здатність, що дозволяє Сайтамі укласти одним безтурботним ударом абсолютно будь-якого супротивника, незважаючи на його розмір або масу. Ударна міць настільки велика, що багато ворогів просто вибухали при зіткненні з його кулаком. Також йому не складає труднощів трощити стіни і цілі будівлі голими руками. Укус Сайтами досить сильний, щоб перекусити лезо меча.
Суперстрибки — відсутність здібностей до польоту (хоча ніхто дійсно не знає усіх можливостей Сайтами, навіть він сам) компенсується високістю і дальністю звичайного стрибка. Здаючи тест на ліцензію героя, Сайтама стрибнув так високо, що пробив головою дах спортзалу, в якому проходив тест.
Супершвидкість — за швидкістю Сайтама здатний перевершити навіть Надзвукового Соника, чиєю основною здатністю якраз і є швидкість. Під час тесту він в мить ока подолав дистанцію в 1500 метрів. Навіть Генос визнав, що його комп'ютерна система наведення не в силах відстежити швидкість Сайтами. Ця здібність настільки велика, що під час руху на високій швидкості, він залишає за собою залишкові образи.
Надрефлекси — Сайтама володіє позамежними рефлексами, які допомагають йому відслідковувати навіть неймовірно швидких супротивників. Судячи з усього, всі шість органів почуттів у нього працюють за межею людських можливостей, бо він здатний передбачити напад в будь-який момент часу, навіть якщо ніщо не обіцяє атаки.
Невразливість — Сайтама здатний приймати прямі удари від жахливо потужних створінь (таких як Асура Кабуто), залишаючись при цьому абсолютно неушкодженим і навіть не відчуваючи ніякого болю. Єдиний раз, коли його змусили стікати кров'ю, виявився сном, де він нарешті знайшов собі гідного супротивника.

### Стиль бою
Стиль боротьби Сайтами складається з основних методів боротьби, таких як удари кулаком. Однак ці основні методи нескінченно збільшені з точки зору сили і впливу на супротивників через силу Сайтами.
Звичайні атаки: Звичайні атаки Сайтами складаються з технік, в яких він здійснює незначні зусилля для атаки супротивника.
- Звичайний удар (普通 の パ ン チ, Futsuu no Panchi): Сайтама здійснює свій звичайний удар. Сайтама використовує цей прийом, що б оцінити силу супротивника.
- Послідовність звичайних ударів (連 続 普通 の パ ン チ, Renzoku Futsuu no Panchi): Сайтама запускає низку швидких одноручних ударів. В основному прийом використовувався проти суперників з дуже сильними або великими тілами. Залежно від вкладеної сили, здатна розпорошити в мить. Вперше використовувалася проти Царя Звірів.

Серйозні атаки (必殺 マ ジ シ リ ー ズ, Hissatsu Majishirīzu): серйозні атаки Сайтами, по суті, ті ж техніки, в які він вкладає хоч трішки зусилля. В той час як звичайні удари Сайтама робить не напрягаючись, то коли Сайтама стає серйозним, його техніки стають абсолютно потужними. Він рідко їх використовує, з огляду на те, що його вороги зазвичай занадто слабкі і жалюгідні для цього.
- Серйозний удар (マ ジ 殴 り, Maji Naguri): Сайтама здійснює екстремально потужний удар. Сили цього удару досить, щоб розділити навпіл і звернути в нічого енергетичний потік, здатний випарувати всю планетарну поверхню, а ударної хвилі, щоб зміщення хмар було видно в космічному масштабі.
- Серйозна вправа зі стрибків у сторони (マ ジ 反復 横 と び, Maji Hanpukuyokotobi): Сайтама шалено стрибає з одного боку в інший, створюючи безліч залишкових зображень. Також було показано, що він міг пересуватися, виконуючи цю техніку. Сили ударної хвилі було досить, щоб знищити Похорони Десятьма Тінями.

## Цікаві факти
- Сайтама зображений на заставці телефону Аратаке Рейг з Mob Psycho 100.
- Молодий Сайтама носив толстовку Mob Psycho 100 (ще одна манга автором якої є ONE) в екстра 200 ієн.
- У Сайтами є Манга «Mob Psycho 100» на підлозі поруч з його футоном.
- Ближче до початку манги плащ Сайтама був червоним, але пізніше був змінений на білий.
- Сайтама завжди спізнюється в той момент, поки інші (зареєстровані) герої майже прощаються зі своїми життями, після чого він з'являється і з легкістю перемагає свого ворога.
- Незважаючи на те, що він найсильніший в серіалі, далеко не всі знають його справжню силу. Лише здогадуються про справжню силу Сайтами такі як Асура Кабуто, Борос, Генос, Бенг, Соник, Кінг, Сур'ю, Безліцензійний Їздець і Фубукі.
- Сайтама нарешті отримав велику кількість шанувальників, які захоплюються його силою і героїчної волею під час його участі в конкурсі костюмів.

## Дивись також
- One-Punch Man
- Генос (персонаж)
- Тацумакі (персонаж)
- Кінг (персонаж)